# Сийка Нейкова
Сийка Атанасова Нейкова е български политик от Българската комунистическа партия (БКП).

## Биография
Родена е на 18 март 1928 г. във Видин. Завършва гимназия в Пазарджик. ОТ 1942 г. е член на Работническия младежки съюз (РМС), а от 1948 г. и на БКП. През 1946 г. става инструктор, а по-късно завеждащ отдел в Околийския комитет на РМС в Пазарджик. През 1957 г. завършва Висшата партийна школа при Централния комитет на БКП. Била е инструктор и секретар в Градския комитет на БКП в Пазарджик. Между 1959 и 1969 г. е асистент и преподавател по история на БКП към Висшия селскостопански институт „Васил Коларов“ и Висшия педагогически институт „Паисий Хилендарски“. От 1977 г. е председател на Окръжния комитет на Отечествения фронт (ОФ) в Пазарджик. Между 1977 и 1984 г. е член на Бюрото на Националния съвет на ОФ. Отделно е член на Бюрото на Окръжния комитет на БКП и на ИК на Окръжния народен съвет в Пловдив. От 1984 г. е секретар на НС на ОФ. От 1971 до 1981 г. е кандидат-член на ЦК на БКП, а от 1981 до 1990 г. е член на ЦК на БКП.